# Tor Obrestad
Tor Obrestad, född 12 februari 1938 i Hå på Jæren i Rogaland, död 25 januari 2020 i Nærbø i Hå, var en norsk författare som skrev på nynorska.   
Obrestad debuterade 1966, och har givit ut romaner, biografier, dikter, skådespel, noveller och översättningar. Han mottog Tarjei Vesaas debutantpris 1966 och Nynorska barnlitteraturpriset 1985.